# Habenaria trifida
Habenaria trifida är en orkidéart som beskrevs av Carl Sigismund Kunth. Habenaria trifida ingår i släktet Habenaria och familjen orkidéer. Inga underarter finns listade i Catalogue of Life.

## Bildgalleri

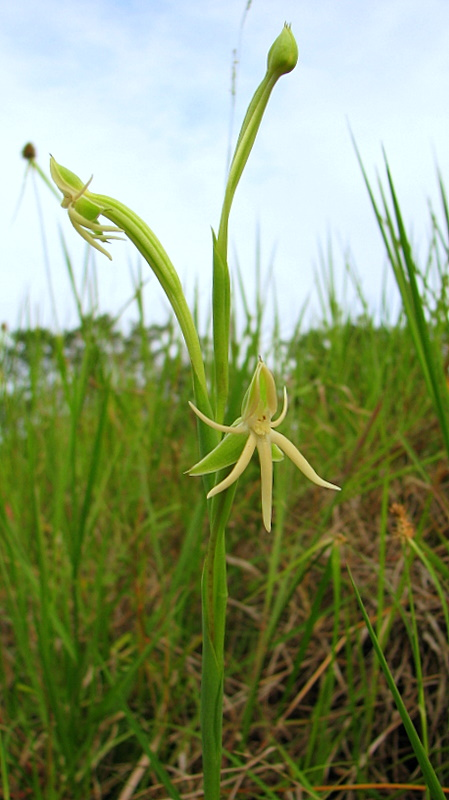
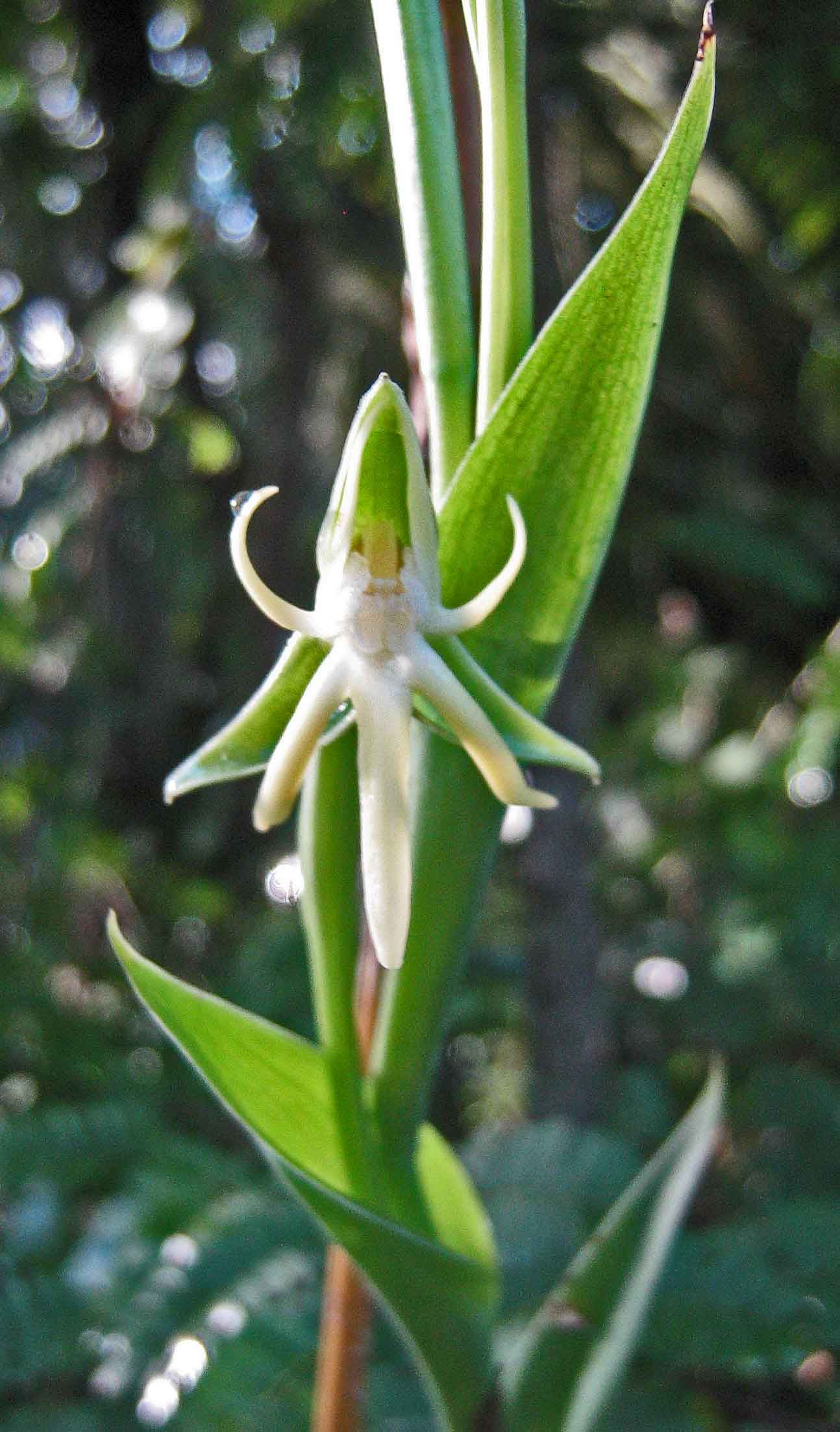
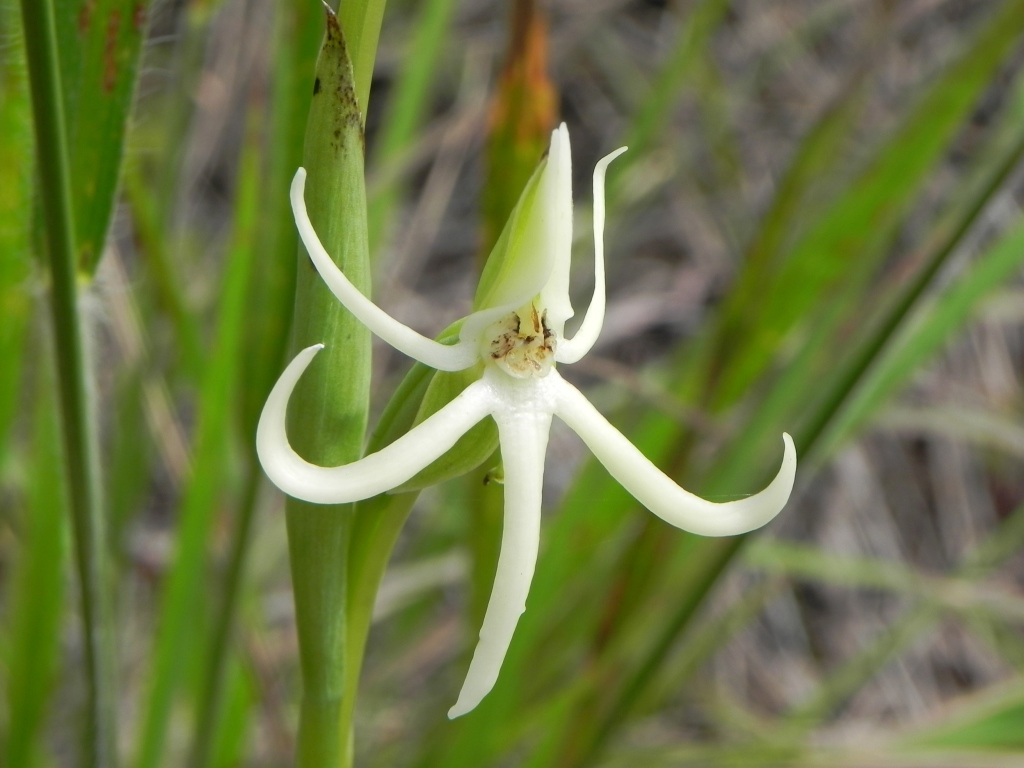
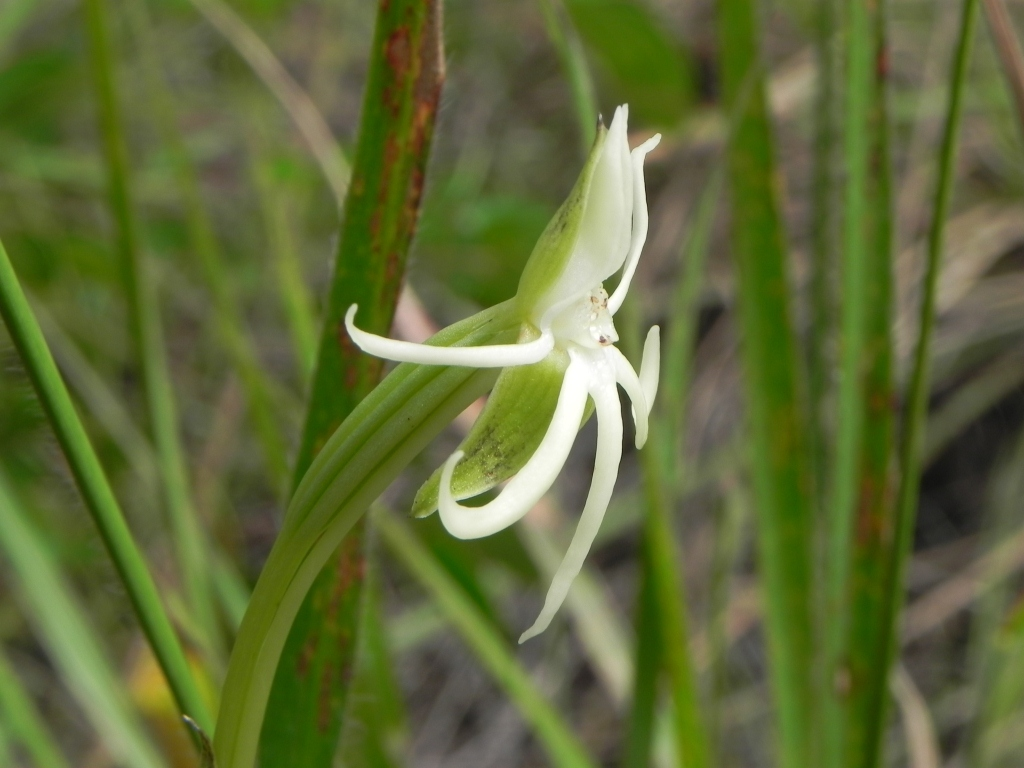
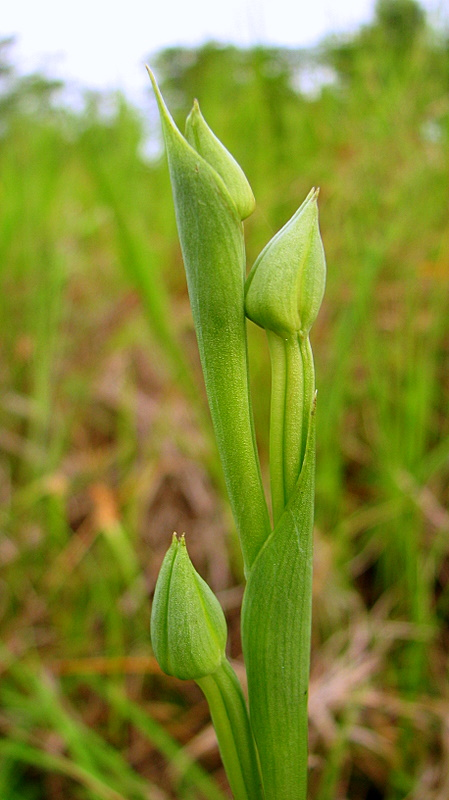